# 中村つむぎ
中村 つむぎ（なかむら つむぎ、1981年10月12日 - ）は、日本の女優。
静岡県出身。2003年から2017年10月までミュージカルカンパニー イッツフォーリーズにて活動。声域はA2–C5であり、ソプラノを担当していた。

## 経歴
5歳よりピアノを始めた。静岡県立袋井高等学校に入学し，声楽・ジャズダンス・タップダンス・バレエを始める。2003年，昭和音楽大学短期大学部音楽家ミュージカルコースを卒業した。

## 主な出演作品
出典は。
- ミュージカル「ファーブル昆虫記」
- ミュージカル「青空の休暇」
- It's Follies on「SWING TIME」
- 親と子どものミュージカル「ルドルフとイッパイアッテナ」
- ミュージカル「嗚呼！杉並青年消防団」
- 「年はじめライブ」
- ミュージカル「おれたちは天使じゃない」
- ミュージカル「野菊の墓」
- コミュニケーションライブ「CHANCO」
- ミュージカル「天切り松　人情闇がたり」

## 脚註